# Suryavarman Ier

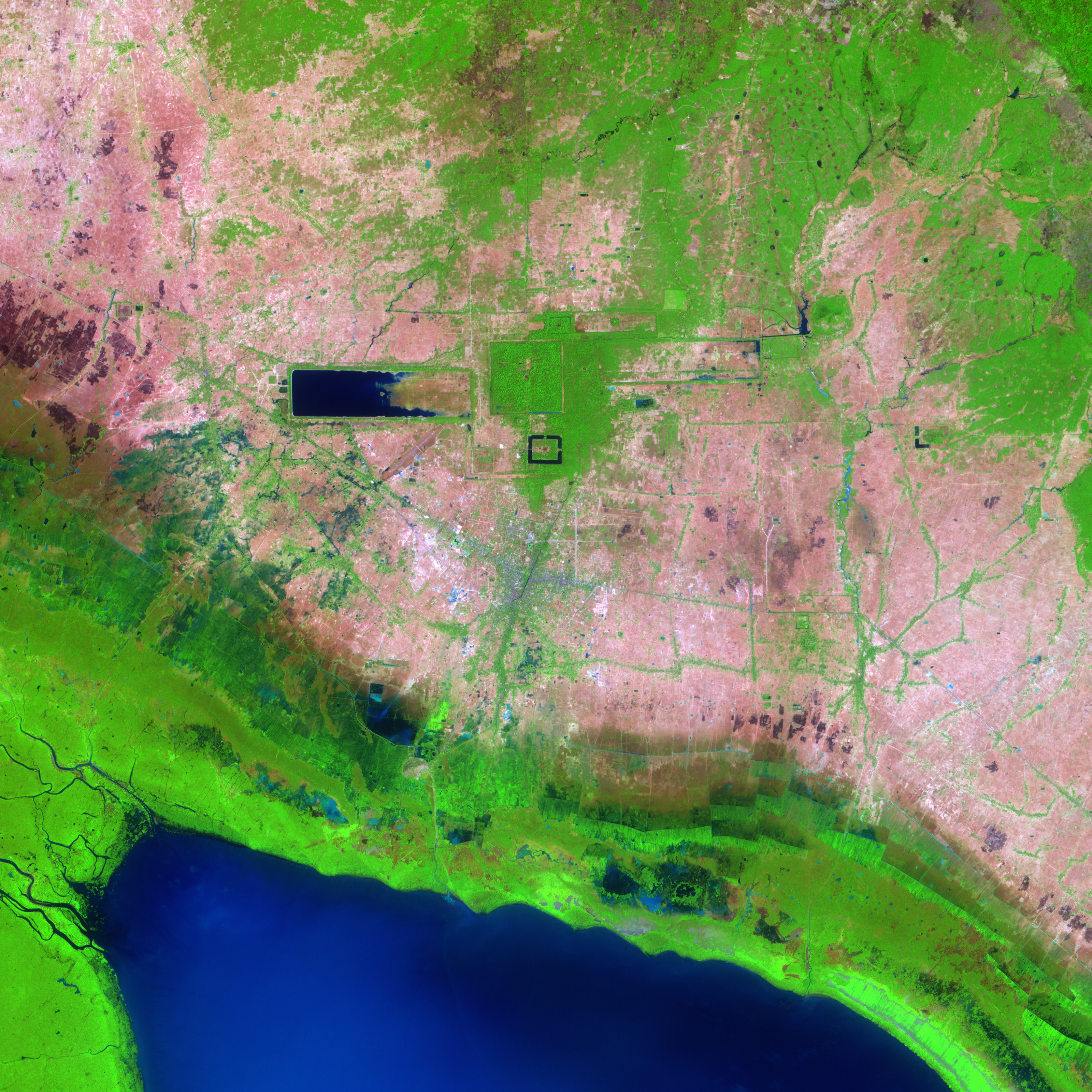
Angkor vu de l'espace : on distingue le baray occidental à gauche.

Suryavarman Ier (khmer : ព្រះបាទសូរ្យវរ្ម័នទី១, nom posthume : Narvanapala la) est un roi qui a régné sur l'Empire khmer, de 1010 à 1050 apr. J.-C.
Après le règne de Udayadityavarman Ier, qui s'acheva vers 1002, il n'y eut pas de successeur désigné. Deux rois, Jayaviravarman, prince de la famille royale, et l'usurpateur Suryavarman Ier réclamèrent le trône. 
Suryavarman Ier, qui était le fils du roi Sujitaraja de Tambralinga, règne d'abord dans l'est du Cambodge puis il l'emporte après une guerre de neuf ans qui s'achève par la défaite du roi Jayaviravarman, le successeur d'Udayadityavarman Ier. 
Sur le plan extérieur, le royaume poursuit son expansion à l’ouest vers le bassin de la Chao Phraya alors qu’on observe une reprise en main de l’administration, les fonctionnaires se voyant imposer un serment de fidélité au roi dont le texte est gravé devant les portes du palais royal. À Angkor, il finalise les travaux sur le Baray occidental et y installe un temple nilomètre, le Mebon occidental.
Suryavarman Ier épouse la princesse Viralakshmi, une descendante du roi Yasovarman Ier. C'est son fils Udayādityavarman II qui lui succéda en 1050, puis Harshavarman III, son frère cadet.
De même que Suryavarman II il est parfois appelé « roi soleil », en référence à l'étymologie de son nom (Surya est un terme sanskrit signifiant « soleil »).

## Culture populaire
Dans l'extension du jeu vidéo Age of Empires II intitulée Rise of the Rajas, une campagne se concentre sur la vie du roi Suryavarman Ier. Il est dépeint sous les traits d'un héros combattant au corps-à-corps sur le dos d'un éléphant. Cette campagne commence pendant la guerre pour la prise du pouvoir après le règne Udayadityavarman Ier et suit les différentes campagnes militaires de Suryavarman contre les rébellions internes et ses voisins[réf. nécessaire].